# James Douglas (Mediziner)
James Douglas (* 21. März 1675 in Badds, West Calder bei Edinburgh; † 2. April 1742 in London) war ein britischer Anatom, Chirurg und Geburtshelfer. Er war Leibarzt der Königin von England. Als Anatom befasste er sich insbesondere mit dem Bauchfell.

## Leben und Wirken
Douglas war ein Sohn von William Douglas of Baads, dem einflussreichsten Großgrundbesitzer der Region und Joan, Tochter des James Mason of Park aus Blantyre. Er war das dritte von zwölf Kindern und einer von sieben Söhnen. Ein Bruder war Walter Douglas (1670–1739), ein anderer John Douglas († 1759).
Sein Magisterstudium absolvierte Douglas in Edinburgh, das er 1694 abschloss. Am 28. März desselben Jahres ging er nach Holland, unter anderem in Utrecht, wo er vermutlich Medizin studierte, sein Abschluss stammt indes von Reims, wo er im Juli 1699 promoviert wurde. Im Jahre 1700 kehrte er nach London zurück, eröffnete eine Praxis und wurde im Jahre 1706 zum Mitglied der Royal Society gewählt. Einer seiner Schüler war William Hunter.
Er veröffentlichte zahlreiche anatomische Studien und Beschreibungen. In der Anatomie wird die Excavatio rectouterina noch heute nach ihm benannt (Douglas-Raum).
William Houstoun benannte ihm zu Ehren die Gattung Douglassia (nom. rej.) der Eisenkrautgewächse (Verbenaceae).

## Schriften (Auswahl)
- A description of the peritoneum: And of that part the membrana cellularis which lies on its outside etc. London 1730.
  - ins Deutsche übersetzt und mit Anmerkungen versehen: Elias Friedrich Heister: Descriptio Peritonaei et Membrana Cellularis una cum Recensione veri Situs omnium vis cerum Abdominis quantum ad has Membranas attinet. Helmstedt 1733.